# گیج

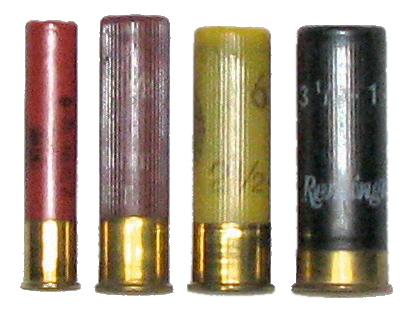
از چپ به راست: 20ga,12ga,8ga, 410

گیج (به انگلیسی: gauge) برابر است با قطر گلولهٔ سرب خالص که با معکوس جرم سرب بر حسب پوند ساخته می‌شود؛ یعنی ۱۲ گیج برابر است با قطر گلولهٔ سربی با جرم ۱/۱۲ پوند. شایان ذکر است که با این تعریف می‌توان استدلال کرد که با کوچک‌تر شدن رقم گیج، اندازهٔ قطر بزرگتر می‌شود.

## محاسبهٔ گیج
n-برابر است با عدد مطلوب گیج
(چگالی سرب 11.352 g/cm3

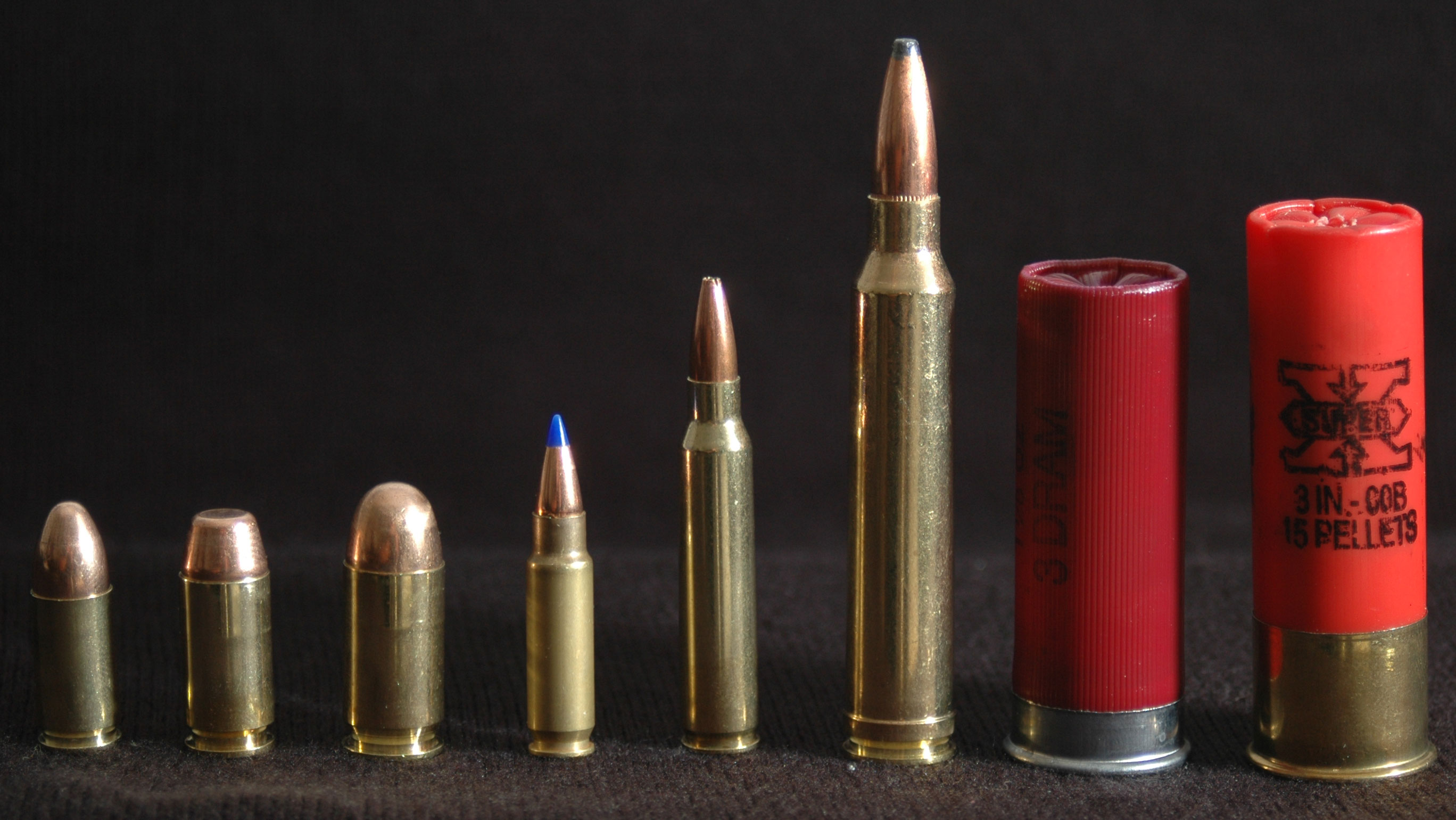
از چپ به راست: ۹×۱۹mm Parabellum, .40 S&W, .45 ACP, 5.7×28mm, ۵٫۵۶×45mm NATO, .۳۰۰
Winchester Magnum, and a 2.75-inch and 3-inch 12 gauge

(چگالی 11.352 g/cm3 or 6.562 oz/cu in)
استاندارد بین‌المللی انگلیس آمریکا در مقیاس پوند (453.59237 grams).
بنابراین قطر دهانه لوله‌ای با گیج n برابر است با:
{\displaystyle d_{n}=\left({\frac {6\times 453.59237~\mathrm {g} }{11.352~\mathrm {g/cm} ^{3}\times n\times \pi }}\right)^{\frac {1}{3}}=4.2416~\mathrm {cm} \times {\frac {1}{\sqrt[{3}]{n}}}}

## کاربرد گیج

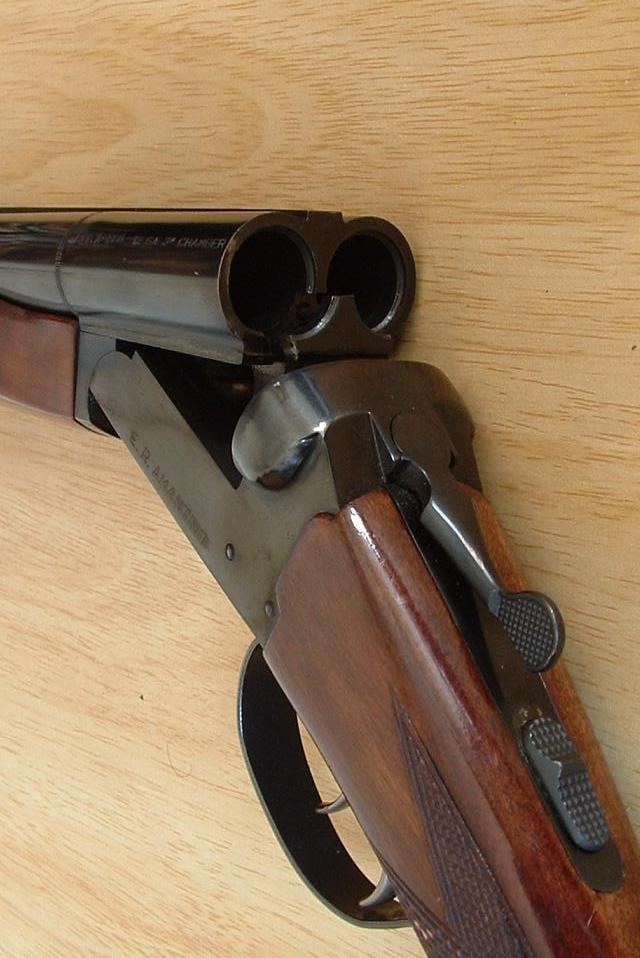
تفنگ ساچمه‌زنی دولول کنارهم. رایجترین انواع تفنگهای ساچمه زنی بر حسب گیج بترتیب: ۱۲, ۱۶, ۲۰, (۴۱۱.)۳۶ و ۲۸ می‌باشند.

بیشترین کاربرد گیج در محاسبه و استاندارد سازی قطر داخلی لولهٔ تفنگهای ساچمه‌زنی می‌باشد.